# Холливуд (тауншип, Миннесота)
Голливуд (англ. Hollywood) — тауншип в округе Карвер, Миннесота, США. На 2000 год его население составило 1102 человека.

## География
По данным Бюро переписи населения США площадь тауншипа составляет 93,5 км², из которых 93,2 км² занимает суша, а 0,3 км² — вода (0,36 %).

## Демография
По данным переписи населения 2000 года здесь находились 1102 человека, 371 домохозяйство и 307 семей.  Плотность населения —  11,8 чел./км².  На территории тауншипа расположено 382 постройки со средней плотностью 4,1 построек на один квадратный километр. Расовый состав населения: 98,55 % белых, 0,27 % афроамериканцев, 0,73 % азиатов, 0,36 % — других рас США и 0,09 % приходится на две или более рас.
Из 371 домохозяйства в 35,3 % воспитывались дети до 18 лет, в 76,0 % проживали супружеские пары, в 2,4 % проживали незамужние женщины и в 17,0 % домохозяйств проживали несемейные люди. 12,7 % домохозяйств состояли из одного человека, при том 5,1 % из — одиноких пожилых людей старше 65 лет. Средний размер домохозяйства — 2,97, а семьи — 3,26 человека.
26,7 % населения — младше 18 лет, 8,9 % — в возрасте от 18 до 24 лет, 29,2 % — от 25 до 44, 24,2 % — от 45 до 64, и 11,0 % — старше 65 лет. Средний возраст — 37 лет. На каждые 100 женщин приходилось 112,7 мужчин.  На каждые 100 женщин старше 18 приходилось 110,4 мужчин.
Средний годовой доход домохозяйства составлял 52 833 доллара, а средний годовой доход семьи —  58 000 долларов. Средний доход мужчин —  37 188  долларов, в то время как у женщин — 27 262. Доход на душу населения составил 22 664 доллара. За чертой бедности находились 2,3 % семей и 3,2 % всего населения тауншипа, из которых 2,1 % младше 18 и 4,3 % старше 65 лет.